# Hélène Collerette
Hélène Collerette, née en 1968 à Chicoutimi (Québec, Canada), est une violoniste française et québécoise, titulaire du poste de supersoliste à l’Orchestre philharmonique de Radio France depuis 1996.

## Formation
Hélène Collerette suit l'enseignement de Pierre Amoyal (Conservatoire de Lausanne), Jean-Jacques Kantorow, Vladimir Landsmann (Université de Montréal) et de Langis Breton (Conservatoire de Chicoutimi, 1987).

## Carrière
Hélène Collerette est violon supersoliste à l'Orchestre philharmonique de Radio-France depuis 1996. En même temps, elle participe à plusieurs ensembles : le Trio à cordes de Paris (depuis 2015, avec Teodor Coman à l’alto et Fabrice Bihan au violoncelle) ; l'Ensemble Philéas (depuis 2015) et le Trio Élégiaque.
Sa carrière en orchestre commence à l'Orchestre de Mulhouse (Luca Pfaff, dir. – premier violon solo, 1992-1994) et à l'Opéra national de Lyon (premier violon solo, 1995-1996). Dans des ensembles, elle participe au Trio Nelligan (1983-1988, avec Annie Gadbois au violoncelle et Sandra Murray au piano) ainsi qu'au Quatuor Renoir (1995-2014, avec Florent Brannens au violon, Theodor Coman à l'alto, et Marion Gailland au violoncelle).
Hélène Collerette collabore également comme soliste avec l'Orchestre philharmonique de Radio France, l'Orchestre symphonique de Munich, le Symphony Jupiter de New-York, les Violons du Roy de Québec, l'Orchestre de chambre de Lausanne, l'Orchestre symphonique de Montréal, l'Orchestre symphonique de Mulhouse, l'Orchestre de Metz, l'Orchestre de Tunis, l'Orchestre de Pau, l'Orchestre du Saguenay–Lac-Saint-Jean, et l'Orchestre de Radio Canada à Québec.
Elle dirige également des orchestres et des ensembles, tel l'Orchestre philharmonique de Radio France en 2017 ou l'Orchestre national d'Auvergne.

## Instrument
Hélène Collerette joue un violon de Guarneri del Gesù depuis 2015. Auparavant, elle dialoguait avec un violon Vuillaume de 1851.

## Prix et distinctions
- 1991. Lauréate du Concours international de violon Tibor-Varga
- 1990. Premier prix de virtuosité (Conservatoire de Lausanne)
- 1990. Licence de concert (Conservatoire de Lausanne)
- 1990. Lauréate du concours de l'Orchestre symphonique de Montréal et du Conseil des Arts du Canada[4]
- 2024. Ordre du Bleuet[5]

## Discographie
- 2022. J.S. Bach : Sonatas & Partitas. Paris : Rue de Nice Prod[6].
- 2022 (avec Vinciane Béranger, Dana Ciocarlie & David Louwerse). Rebecca Clarke : Works for Viola. Paris
- 2021. Bartók, Ravel, Kurtág, Coulais. Paris : Radio France, enregistrement en avril 2018. (Maurice Ravel, Tzigane ; Béla Bartók, Sonate pour violon seul Sz. 117 ; Danses populaires roumaines ; Bruno Coulais, Mosaïque ; György Kurtág, Huit Duos pour violon et cymbalum)
- 2018. Sonates : Florent Schmitt, Albert Roussel, André Prévost (en coll. avec Anne Le Bozec). Paris : Radio France
- 2015. Norigine, pièces pour violon seul de compositeurs nordiques, éditions Harmonia Mundi (Jacques Hétu, Variations op.11 ; Svante Henryson, Sonata for solo violin ; Esa-Pekka Salonen, Lachen verlernt ; Carl Nielsen, Praeludium und Thema mit Variationen op.48; Serge Arcuri, Soliloque 1)[7]
- 2006 (avec le Quatuor Renoir). Schumann, éditions Zig-Zag Territoires
- 2005 (avec l'Orchestre philharmonique de Radio France et le Quatuor Renoir). P. Hersant. Chants du Sud, Paris : Radio France & Naïve. DLS-20060512-3987
- 2004 (avec l'Orchestre philharmonique de Radio France). S. M. Liapounov. Symphonie N°2, opus 66 (E. Svetlanov, dir.), Paris : Radio France & Naïve, enregistrement en public, novembre 1998
- 2001 (avec le Quatuor Renoir). « Les Quintes », de Joseph Haydn; le Quatuor n°1, op.44, de Félix Mendelssohn, éditions Classica
- 2001 (avec le Quatuor Renoir). « Quatuor en fa majeur, op.18, n°1 », de L. v. Beethoven; « Ainsi la nuit », de Henri Dutilleux; « Langsamer Satz », M.78, d’Anton Webern, éditions Déclic (avec le soutien de l'AFAA)